# 引ク落ツ
『引ク落ツ』（ひクおツ、北米タイトル: Crashmo、欧州タイトル: Fallblox）は、任天堂より2012年10月31日に発売されたニンテンドー3DS用アクションパズルゲーム。引ク押スシリーズの第2作目。

## 概要
2011年に発売されたアクションパズルゲーム『引ク押ス』の続編。今作では新たな遊具「ヒクオツ」が登場する。ヒクオツは前作の遊具「ヒクオス」ような引き出し型ではなく複数の立体ブロックで構成されている。これらのブロックをステージ内で移動させて進路を作り、ゴール地点にいる鳥「はこびトリ」の捕獲を目指す。

## システム
- 積み重なったブロックの下部分をスライドさせる際は、引っ掛かりがない限り、上のブロックは動かずその場に留まる。
- 積み重なったブロックは、上ブロックの下面と下ブロックの上面が接していれば落ちることはないが、ブロックの移動により接する面がなくなった場合は上ブロックが落下する。
- ブロックを用いて他のブロックを同時に押したり、ブロックを他のブロックに引っ掛けて同時に引いたりすることができる。
- マロのジャンプやマロの行動を戻す機能などの仕様は前作と同じ。

## しかけ
うくブロック
宙に浮いているブロック。他のブロックと同じように平面方向の移動ができる。
マンホール
ブロックの上面にある仕掛け。中に入ると別の場所にある同色のマンホールから出る。他のブロックで塞がれている時は使用不可。
ドア
ブロックの前面にある仕掛け。中に入ると別の場所にある同色のドアから出る。他のブロックで塞がれている時は使用不可。
うごくスイッチ
ブロックの上面にある仕掛け。踏むごとに、表面の三角形の向きに応じた方向へブロックを動かすことができる。

## ヒクオツ工房
最大32×32マスの範囲にブロックやしかけを配置してオリジナルのヒクオツを作成できるモード。前作と同様に、作成したヒクオツをQRコード化させJPEG形式の画像ファイルとして出力できる。

## その他
公式ホームページ上では、ゲーム本編では登場しないヒクオツをQRコード化した画像が定期的に追加掲載された。